# Taharana arca
Taharana arca är en insektsart som beskrevs av Nielson 1982. Taharana arca ingår i släktet Taharana och familjen dvärgstritar. Inga underarter finns listade i Catalogue of Life.